# 西村公朝
西村 公朝（にしむら こうちょう、1915年（大正4年）6月4日 - 2003年（平成15年）12月2日）は、日本の仏師・仏像修理技師・僧侶・東京芸術大学名誉教授。勲三等瑞宝章。前名:西村利作。

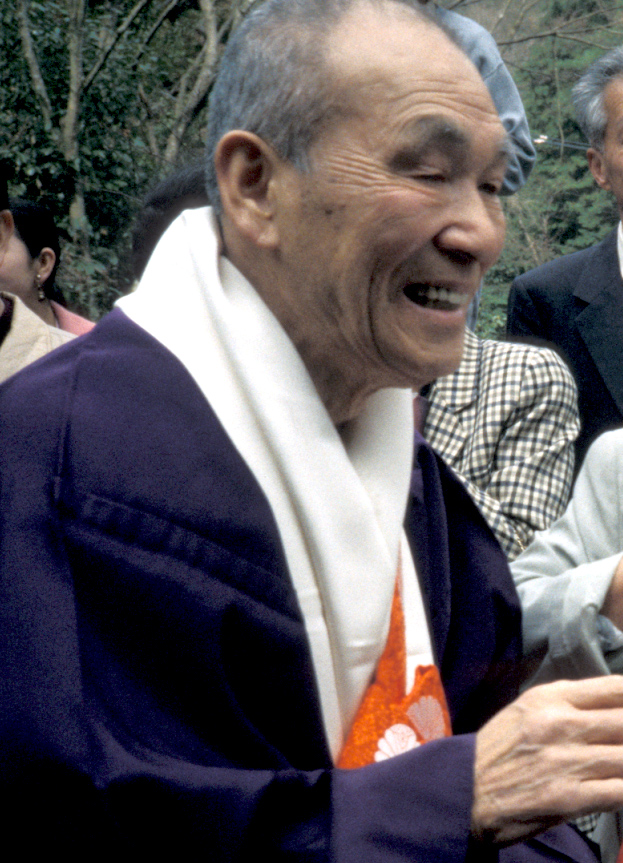
1996年4月：愛宕念仏寺（京都）・灌仏会

## 経歴
大正4年（1915年）6月4日、大阪府三島郡富田村（現・高槻市富田町2丁目）に、父・利兵衛と母・ミツの長男として生まれた。
1935年、東京美術学校（現東京芸術大学）に入学。彫刻科木彫部で現代彫刻家を志す。4年生の時に同校の古美術研究旅行で京都・奈良をまわり、法隆寺・夢殿の救世観音に感激。1940年に卒業し、いったんは私立大阪工科学校（旧制）の図画教師となる。
1940年頃、学生時代の縁で法隆寺に通っていた際、偶然日本美術院（第二部）初代院長である新納忠之介も同寺を訪ねており、後進の明珍恒男が亡くなったばかりで、「美大出で誰か仏像の好きなやつはおらんか」と法隆寺の僧に尋ねると、「丁度ピッタリの者が金堂におります」と紹介され、新納から美術院への入所の誘いを受けた。1941年1月に美術院国宝修理所に入所し、仏像修理の道に入る。京都・三十三間堂で十一面千手観音千体像の修理に参加していた。
1942年、召集され中国各地を転戦していた。この時期の不思議な体験が仏像修復の道へと進む大きな契機となった。

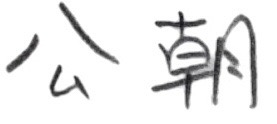
鉛筆で書かれた公朝の署名

『暗闇の中、行軍している私の周りに、おびただしい数の壊れた仏像が現れた。その一体一体が皆倒れかかってお互いに寄り添って歩いている。あなたたち、私に直して欲しいんですか』『直して欲しかったら、私を無事日本に連れ帰らせて下さい』すると、不思議な事に敵とも遭遇する事なく、終戦を迎えた。
1946年1月に復員。
復員の後、三十三間堂に戻ると5人の老技師達は戦時中もなお修復を続け、終戦時には半数の500躰を完了していた。戦況の悪化にも関わらず国の宝を保護しようと資金を捻出していた日本政府にも西村は感服したものであった。戦後GHQの占領政策によって修理事業は昭和21年1月まで中断した。再開後、榊本義春所長を総責任者として計6名の技師によって進められたものの、漆と金箔の不足によって、黒漆の下地塗りで3年間も待たねばならない状況であった。また昭和29年4月には新納前院長が亡くなり、榊本所長の下で結束はより固くなった。
さて千手観音の修理にあたって先ず埃をはたき落とす事から始まる。その埃の中から米粒大の金箔がキラキラと輝いているのが見えた。これは仏像から剥がれた金箔であるが、西村には千手観音の分身のように感じられた。そう感じると今までゴミとして捨てていたものが捨てられなくなり、一粒ずつ拾い集めているうち4年経ってうずらの卵大になった。そこでそれに抹香漆を混ぜて宝珠の形にし、金箔を押して妙法院執事長（当時）の坂戸公隆師の元を訪ねた。すると師は「その金箔のくずが仏に見えたのなら、それはあなた、ぜひ得度しなさい」と言い、1952年11月、37歳の時に坂戸のもと、青蓮院にて授戒得度、「公朝」の法名を授かった。あわせて、本名の利作も公朝に改めた。公朝の字は、それぞれ坂戸公隆と尊朝法親王から一字ずつ取ったものである。翌年、関東に戻った坂戸に代わり、真如堂貫主の竹内純孝に転師し、四度加行を満行した。
天台宗の僧侶となった公朝は1955年7月1日に京都・愛宕念仏寺の住職となる。1959年に美術院国宝修理所所長に就任し、1968年には美術院の財団法人化を実現して所長を辞職し、理事・技術顧問に就任するまでの間、約1300躯にものぼる仏像の修理に携わった。その間、1964年に東京芸術大学大学院保存修復技術研究室の非常勤講師、1967年同大助教授、1974年教授、1983年に定年退官するまで、後進の育成に尽力した。1986年から吹田市立博物館建設準備委員会の委員を経て、1992年（平成4年）の開館から亡くなる2003年まで同博物館館長をつとめた。関西女子美術短期大学教授、1986年退職。

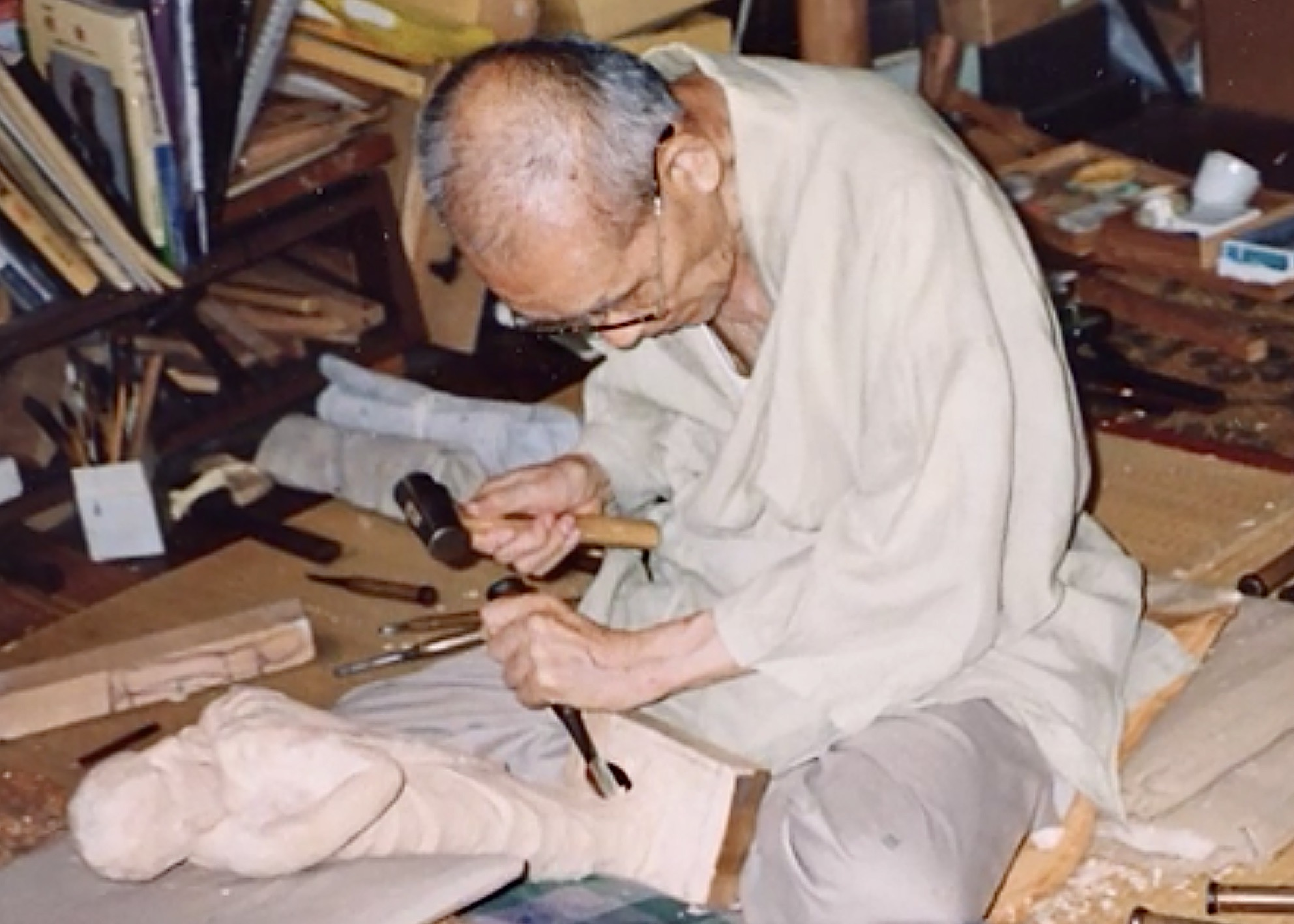
1997年、吹田市のアトリエで撮影

2003年（平成13年）11月7日、体調が急変した公朝は、吹田市民病院に緊急入院した。絶筆となった大日如来も病室で描かれた。入院中の11月のある夜、急に目を覚ました公朝は、最澄が彫ったとされる比叡山延暦寺の三世仏について夢中に語った。満足した公朝は、しばらくして昏睡状態に入ってしまった。昏睡状態に入って一週間後の12月2日午前9時55分、心不全により遷化。享年89歳。最期の言葉は妻・幸子への「ありがとう」だったとされる。法名は「天台大仏師大僧正公朝法印大和尚」。墓は愛宕念仏寺の境内の中にある。
生涯に修復した仏像の数は約1,300体にものぼり、仏像修復における現状維持法の確立や年代の特定法などを記した書籍は、現代の修復技師や仏師にとって重要な指南書となっている。
仏像修理技師、仏像研究者、僧侶としてばかりでなく、一般向けの仏像解説書の執筆にまで及ぶ。2000年から始まった清水寺の新しい行事「青龍会」では、監修を務めた（衣装デザインはワダエミ）。

## 仏像製作歴
- 1960年 中尊寺開山慈覚大師像制作。
- 1971年 グループ展「ほとけの造形展」を始める[1]。
- 1981年 愛宕念仏寺仁王門修復工事完成落慶法要を行う。素人による石造羅漢彫り始める。
- 1983年 清水寺管長大西良慶和上像制作。
- 1984年 叡山学院講師となる。東方学院で仏像教室の指導を始める。
- 1986年 天台座主山田恵諦から「天台大仏師法印」号を授与される。
- 1987年 比叡山延暦寺戒壇院本尊釈迦如来座像制作。延暦寺八部院堂本尊並びに妙見菩薩坐像等制作。
- 1991年 愛宕念仏寺「千二百羅漢落慶法要」を行う。ふれ愛観音座像制作。
- 1992年 吹田市立博物館館長就任。
- 1994年 十大弟子像制作を発願。（毎年1体ずつ制作、2003年完成）
- 2001年 法隆寺勝鬘夫人座像、維摩居士座像制作。
- 2003年 清水寺奥之院本尊御開帳記念「西村公朝 生まれてよかった展」開催。

## 受賞歴
- 1975年 紫綬褒章受章[1]。
- 1983年 仏教伝道文化賞受賞[1]。
- 1987年 勲三等瑞宝章受勲[1]。
- 1989年 東方文化賞受賞[1]。
- 2000年 第1回円空大賞（岐阜県主催）受賞[1]。
- 2002年 大阪文化賞受賞[1]。
- 2003年 天台特別功労賞受賞。

## 作品
- 釈迦如来、延暦寺戒壇院
- 三世仏、紹隆寺
- 妙見菩薩他、延暦寺八部衆院堂
- 一葉観音菩薩、香積院
- 飛雲観音菩薩、天竜寺
- 生木不動明王、善願寺
- 十大弟子像、天井画他、愛宕念仏寺
- 天龍一指頭像、吹田市立博物館
- 大西良慶和上像、清水寺・同和園
- 慈覚大師、中尊寺
- 真言八祖、清荒神清澄寺
- 伝教大師、浄法寺
- 弘法大師、大乗寺
- ふれ愛観音、愛宕念仏寺（ふれ愛観音堂）・清水寺（京都市東山区）・永平寺・長谷寺 （鎌倉市）・龍華院（宮城県）他60点

## 著書
- 『秘仏開眼』淡交社 淡交選書 1976年
- 『仏像の再発見 鑑定への道』吉川弘文館 1976年
- 『仏の世界観 仏像造形の条件』吉川弘文館 1979年
- 『やさしい仏像の造り方 土と水と手と』山海堂 麦の本 1985年
- 『祈りの造形』日本放送出版協会 NHK市民大学 1986年
- 『千の手千の眼 羅漢講座』法蔵館 1986年
- 『やさしい仏画の描き方』仏教をしてみませんか 法蔵館 1987年
- 『祈りの造形』日本放送出版協会 1988年 のちNHKライブラリー
- 『祈りのほとけ百八尊 西村公朝仏画集』学習研究社 1988年
- 『仏像は語る』新潮社、1990年 のち文庫
- 『ほとけの姿』毎日新聞社 1990年、ちくま学芸文庫 2019年
- 『極楽の観光案内』毎日新聞社 1993年 のち新潮文庫
- 『仏像の声 形・心と教え』佼成出版社 1995年　のち新潮文庫
- 『仏像物語 ほとけの姿・慈悲のこころ』学習研究社 1996年
- 『密教入門』新潮社・とんぼの本、1996年
- 『西村公朝が語る般若心経のこころ』ほるぷ出版 「こころ」シリーズ 1998年 『わが般若心経』新潮文庫
- 『よくわかる仏像の見方 大和路の仏たち』小学館 アートセレクション 1999年
- 『仏像が語りかける生きるヒント』講談社 2001年
- 『ほけきょう やさしく説く法華経絵巻』新潮文庫 2001年
- 『釈迦と十大弟子』新潮社 とんぼの本 2004年
- 『仏の道に救いはあるか 迷僧公朝のひとりごと』新潮社 2008年
- 『「形」でわかる仏像入門』佼成出版社 2011年

### 共著
- 『昭和の生きた羅漢さん』山崎しげ子共著 東方出版 1983年
- 『やさしい仏像の見方』飛鳥園共著 新潮社 とんぼの本 1983年
- 『仏像の見分け方』小川光三写真 新潮社 とんぼの本 1987年
- 『どう生きたらいいのか 一度の一生を変える知恵 高僧が贈る慈雨の言葉』共著 広済堂出版 1989年
- 『ほとけの顔』全4巻 小川光三写真 毎日新聞社 1989年
- 『運慶 仏像彫刻の革命』熊田由美子共著 新潮社 とんぼの本 1997年

## 家族
- 妻：西村幸子
- 子：西村公栄（愛宕念仏寺の現住職・音楽家）
- 子：西村公泉（彫刻家）
- 子：大成栄子
- 孫：大成哲（彫刻家）